# 윤정구 (1928년)
윤정구(1928년 1월 31일~1972년 7월 19일)는 대한민국의 정치인이다. 제5대 국회의원을 지냈다.

## 역대 선거 결과
|  | 29.28% |

|  | 31.65% |

|  | 0% |